# 自殺突擊隊：集結
是一部於2021年上映的美國超級英雄電影，改編自DC漫畫旗下的漫畫《自殺突擊隊》。本片為2016年電影《自殺突擊隊》的續集和重啟作品，亦是DC擴展宇宙的第十部作品。本片由詹姆斯·岡恩執導和撰寫劇本，並由伊卓瑞斯·艾巴、約翰·希南、喬爾·金納曼、瑪格·羅比、席維斯·史特龍、薇拉·戴維絲、大衛·達斯馬齊連、丹妮拉·梅爾基奧、傑·寇特尼、彼得·卡帕爾蒂、麥可·魯克、艾莉絲·布拉加和皮特·戴維森聯合主演。
2016年3月，在《自殺突擊隊》上映之前，華納兄弟影片已計劃開拍續集。大衛·艾亞有意繼續執導，但是在12月，他選擇了更喜歡的另外一部影片《高譚魅影》。2018年10月，漫威電影宇宙中的《星際異攻隊系列電影》的導演詹姆斯·岡恩因推特上的不當言論而被華特迪士尼公司解僱。隨後，華納聘請詹姆斯·岡恩為本片撰寫劇本。2019年1月，詹姆斯·岡恩與華納簽訂導演協議。本片的主體拍攝於2019年9月在喬治亞州亞特蘭大開機，2020年2月在巴拿馬殺青。
《自殺突擊隊：集結》由華納兄弟發行，於2021年7月28日在法國戲院上映，於2021年7月30日在英國戲院上映，於2021年8月5日在美國戲院上映，同期於串流媒體平台HBO Max播出一個月。另外，以約翰·希南飾演的「和平使者」克里斯多福·史密斯為主角的衍生影集《和平使者》計劃於2022年1月在HBO Max首播。

## 劇情
天眼局主管阿曼達·華勒來到美夢監獄召集多名極度危險的超級罪犯，迅速組成X特遣隊、俗稱「自殺突擊隊」的兩組不同小隊，以黑色行動形式為美國政府執行高風險任務來換取減刑。兩組隊伍分頭潛入南美洲島國科托馬爾他，其政府近期受反美武裝勢力推翻，任務則是摧毀納粹時期建立的地下實驗室「約頓海姆」，該處由科托馬爾他政府長期進行名為「海星計劃」的秘密實驗。第一小隊登陸時遭受政府軍伏擊而幾近全軍覆沒，只有隊長瑞克·佛萊格與哈莉·奎茵僥倖生還。而第一小隊的受襲成功達到聲東擊西的目的，在另一邊登陸的第二小隊得以順利潛入島內。
第二小隊由精英傭兵血腥運動所帶領，隊員包括和平使者、鯊魚王、波爾卡圓點人與捕鼠人2。小隊休息一晚後前去營救被當地反叛軍俘虜的佛萊格，隔天攻入營地卻發現佛萊格與反叛軍的首領索兒·索里亞達成共識，她答應協助X特遣隊、提供車輛與忠誠司機幫他們潛入首都區。哈莉在海邊被俘後遭帶至總統府會見新一任獨裁者席維奧·盧納，對哈莉的美貌與事跡所傾倒的盧納希望能與哈莉成婚，並透露自己計劃啟用約頓海姆實驗室與海星計劃作為懲戒政治異議人士的監獄。獲得情報的哈莉直接殺死盧納，而盧納的副手馬泰奧·蘇亞雷斯接任總統一職，將哈莉關押並以電刑逼供。但哈莉沒多久便殲滅大量守衛後脫逃。而佛萊格一行人抓獲海星計劃的研究主管思考者，隨後接回剛逃出總統府的哈莉後直奔約頓海姆塔樓，靠思考者開車通過門衛，隊伍開始四處安置摧毀塔樓的炸彈。
安置炸彈期間，佛萊格和捕鼠人2陪同思考者進入地下實驗室，發現海星計劃是一隻實屬外星生物的巨型海星「海大星」，其能夠製造小型分身附著在人體臉上奪取意識，並操縱死去的遺體。思考者揭露海大星起初由美國宇航員在太空中發現後帶回地球，再由美國政府與科托馬爾他達成秘密協議，移送至約頓海姆進行三十年的研究，甚至將當地大部分政治異議人士及無辜市民抓來做實驗對象。惱羞成怒的佛萊格取出裝有海星計劃詳細資料的硬碟，意圖將美國政府的骯髒秘密公諸於世，但卻受到實為華勒間諜的和平使者阻擋，他以“維護和平”為由而全力阻止內幕外流以避免釀成國際事件。
哈莉、血腥運動、鯊魚王和波爾卡圓點人在樓上辦公區與衛兵激戰，而波爾卡圓點人的能力意外引爆炸彈導致塔樓崩塌。佛萊格與和平使者為搶奪證據硬碟而大打出手，和平使者撿起碎片殺死佛萊格，遭臨死的佛萊格嘲諷自己的名號「可笑至極」。沒有就此罷手的和平使者緊接著追殺搶走硬碟的捕鼠人2，就在剛要將她滅口之際，隨著崩塌墜落至底層的血腥運動及時出手相救，開槍擊倒和平使者並取得硬碟。海大星趁亂破壞地下室並將思考者大卸八塊，隨即逃出約頓海姆、釋出大量小型分身掌控蘇亞雷斯、政府軍以及周遭的市民。完成任務的X特遣隊收到撤退命令，但無法坐視不管的血腥運動帶領隊伍，全體視死如歸地前往對付海大星。指揮室中的華勒狂怒之下威脅要引爆隊伍脖子中的納米炸彈，直到一名助手看不下去而打昏華勒，而其他助手則一致決定繼續協助特遣隊阻止海大星。
特遣隊面對海大星完全束手無策，波爾卡圓點人炸斷海大星一條腿後直接被踩死。直到捕鼠人2召喚全市的老鼠集體攻擊海大星，哈莉手持標槍刺穿其眼部，使海大星被大量老鼠爬入體內啃食內臟後不敵而死。索里亞趁亂率領反叛軍攻下總統府，殺死所有腐敗軍閥奪下領導權，開始對科托馬爾他進行民主改革。血腥運動用硬碟證據敲詐華勒，必須無條件釋放特遣隊所有成員且從此不准再來脅迫他們，眾人最後搭上直升機迎向自由。在片尾彩蛋中，華勒的兩名助手因之前的抗命而受到懲處，前去探望倖存且被送回美國醫院靜養的和平使者，準備等他康復後一同執行新的任務。

## 演員與角色
| 演員            | 角色                               | 備註 |
| --------------- | ---------------------------------- | --- |
| 伊卓瑞斯·艾巴   | 勞勃·杜布瓦／血腥運動              | 精通各種武器的僱傭兵，因使用由氪石製造的子彈重傷超人而入獄，因女兒受華勒要挾而迫不得已加入自殺突擊隊，同時擔任小隊長。                                                                        |
| 約翰·希南       | 克里斯多福·史密斯／和平使者        | 不惜任何代價都要「維護和平」的殘酷殺手，自殺突擊隊的新成員，在隊伍中最不合群。約翰·希南形容他所飾演的角色猶如「令人討厭的美國隊長」。                                                         |
| 喬爾·金納曼     | 瑞克·佛萊格                        | 自殺突擊隊的指揮官，美國政府派來進行領導工作的軍官上校，因接受正規的軍事訓練而擁有頂尖的射擊與戰鬥能力。                                                                                      |
| 瑪格·羅比       | 哈琳·奎澤／哈莉·奎茵               | 前精神科醫生，後為與小丑的拍檔的超級罪犯，自殺突擊隊的初始成員。不久前與小丑決裂而正式分手，卻在搶銀行時再度被捕，因而重回突擊隊。                                                            |
| 席維斯·史特龍   | 納納威／鯊魚王                     | 半人半鯊魚模樣的超人類，自殺突擊隊的新成員，擁有如鯊魚一樣的再生能力與強大的蠻力，但心智則如同小孩般的溫順。史特龍為鯊魚王配音，而史蒂夫·阿吉擔任該角色的形態演員。                           |
| 薇拉·戴維絲     | 阿曼達·華勒                        | 自殺突擊隊的組建者兼監管人，美國政府的高層兼天眼局的主管。一位極為冷血且做事不擇手段的女強人，掌握著隊員們的弱點來加以控制。                                                                  |
| 大衛·達斯馬齊連 | 艾布納·奎爾／波爾卡圓點人          | 身著印有波爾卡點套裝的自卑罪犯，自殺突擊隊的新成員，曾被身為星辰實驗室科學家的母親強灌得到特殊能力。導演詹姆斯·岡恩稱他為「有史以來最愚蠢的DC角色」，即將成為影片中的悲劇人物。               |
| 丹妮拉·梅爾基奧 | 克莉歐·卡索／捕鼠人2               | 能靠儀器控制老鼠的銀行劫匪，自殺突擊隊的新成員，從亡父手中繼承「捕鼠人」的能力，養著一隻通人性的寵物老鼠「賽巴斯汀」（Sebastian）。詹姆斯·岡恩稱她為「電影核心」，而賽巴斯汀由迪·布萊德利·貝克爾配音。 |
| 傑·寇特尼       | 喬治·「迪格」·哈克尼斯／迴旋鏢隊長 | 自殺突擊隊的初始成員，行為脫序的澳洲罪犯，使用具有殺傷力的迴旋鏢戰鬥，習慣性利用與犧牲同伴來達成目的。                                                                                        |
| 彼得·卡帕爾蒂   | 蓋亞斯·葛雷夫斯／思考者            | 蘇格蘭裔遺傳學家，智商超群卻也心理病态的超人類，監管「海星計劃」的研究工作，後受自殺突擊隊的威脅而與他們合作。                                                                                |
| 麥可·魯克       | 布莱恩·德林／學者                  | 擅長近身肉縛的武器專家，但罹患創傷後遺症，自殺突擊隊的新成員。 |
| 艾莉絲·布拉加   | 索兒·索里亞                        | 科托馬爾他島國的反抗軍首領，後為自殺突擊隊的盟友。 |
| 皮特·戴維森     | 理查·赫茲／黑色守衛                | 容易受人擺佈的僱傭兵，自殺突擊隊的新成員。 |

此外，自殺突擊隊還有以下四名新成員。奈森·菲利安出演柯瑞·皮茲納／斷臂俠，可以拆下兩隻手臂隔空移動的超人類。西恩·岡恩以動作捕捉形式出演黃鼠狼，半人半鼠模樣的超人類，形象借鑒自連環漫畫《布魯姆縣城》中的角色比爾貓，詹姆斯·岡恩形容他在「影片中只是一隻動物，不清楚周遭發生了什麼」；而西恩·岡恩同時以本人形式客串出演日曆人。弗璐拉·伯格出演剛特·布朗／標槍，曾是德國運動員，現為以標槍為武器的罪犯。黃美玲（Mayling Ng）出演蒙戈，具有種族滅絕傾向的外星屠戮者，具備超凡的速度與強大的力氣。
史蒂夫·阿吉除了擔當鯊魚王的形態演員之外，還飾演美夢監獄的守衛約翰·伊克諾莫斯（John Economos），他是阿曼達·華勒的助手。胡安·迪亞哥·波托飾演殘暴的南美獨裁者席維奧·盧納（Silvio Luna）。華金·科西奧飾演盧納的副手馬泰奧·蘇亞雷斯少將（Maj. Gen. Mateo Suarez）。絲朵姆·瑞德飾演血腥運動的女兒泰拉·杜布瓦（Tyla DuBois）。胡立歐·瑞茲（Julio Ruiz）出演米爾頓（Milton），他是科托馬爾他島國的革命軍成員，短暫與自殺突擊隊一同行動。珍妮佛·霍蘭德飾演美國國家安全局特工艾蜜莉亞·哈考特，她是阿曼達·華勒的助手，天眼局成員，負責監視自殺突擊隊。提納西·卡黑錫（Tinashe Kajese）飾演弗洛·克勞利（Flo Crawley），阿曼達·華勒的下屬，負責監視自殺突擊隊。塔伊加·維迪提參演影片，出演初代「捕鼠人」，他是克莉歐·卡索的父親。《自殺突擊隊》的漫畫作者約翰·奧斯特蘭德客串出演費茲吉本博士（Dr. Fitzgibbon）。史蒂芬·布萊哈特客串出演飛行員布里斯科（Briscoe）。勞埃德·考夫曼客串出演派對上的客人。龐·克萊門捷夫客串出演酒吧中的舞者，克萊門捷夫在詹姆斯·岡恩執導的2017年電影《星際異攻隊2》和漫威電影宇宙相關電影中出演螳螂女。替身演員傑瑞德·勒蘭德·高爾（Jared Leland Gore）和監製彼得·沙佛朗的妻子娜塔莉亞·沙佛朗（Natalia Safran）分別客串雙降人和萬花筒人（Kaleidoscope），兩個角色都是DC漫畫中的超級反派，在影片中被關押於美夢監獄。

## 製作

### 開發

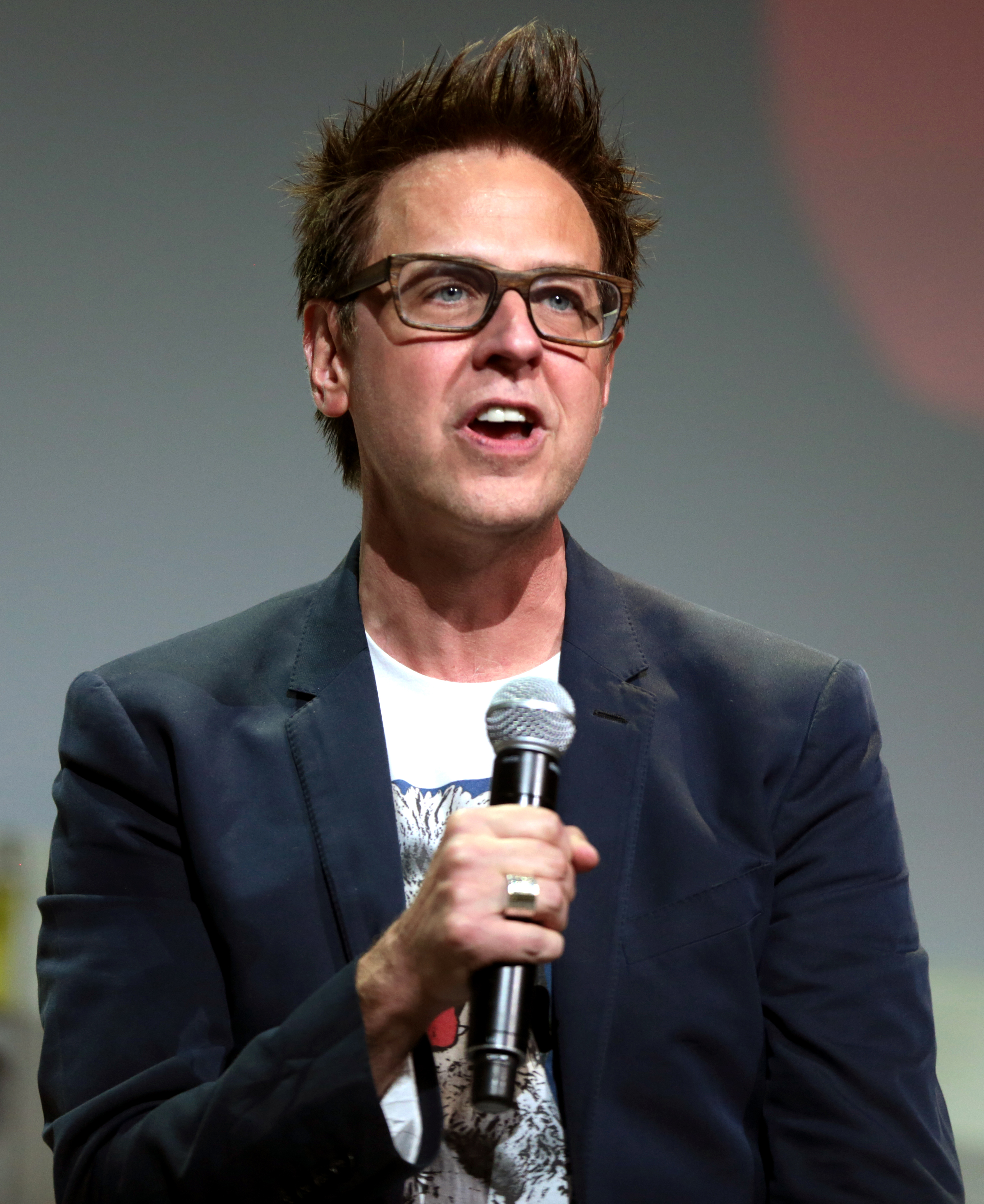
導演兼編劇詹姆斯·岡恩

2016年3月，華納兄弟公佈導演大衛·艾亞和主演威爾·史密斯將回歸製作《自殺突擊隊》續集，影片將在二人合作的電影《光靈》製作完成之後開拍。4月，艾亞表示有意將影片製作成為限制級電影。福原凱倫希望在續集中探索卡塔娜的背後故事。12月，艾亞退出本項目，轉而開發《高譚魅影》。
2017年2月15日，報道稱華納曾與導演梅爾·吉勃遜接觸，但是由於製作延期，吉勃遜隨後退出該項目。此外，華納還與丹尼爾·伊斯皮諾薩和魯賓·弗來舍等導演接觸。3月，華納聘請《泰山傳奇》編劇亞當·科扎德撰寫劇本。大衛·S·高耶亦在導演人選之列。7月，贊美·哥勒-施拉被認為是續集導演的最優候選人，影片初步計劃於2018年中期開始製作。同月，塞克·潘向華納提交了故事大綱，撰寫了一部新劇本。8月，贊美·哥勒-施拉辭去影片導演職務，轉而執導華特迪士尼影業的電影《叢林巡航》。在聖地牙哥國際漫畫展上，影片名稱被官方確定為《自殺突擊隊2》（Suicide Squad 2）。傑瑞德·萊托將回歸繼續出演小丑。同月月底，報道稱由於威爾·史密斯正在拍攝迪士尼的電影《阿拉丁》和派拉蒙影業的《雙子殺手》，影片的製作最早將於2018年後期開始。9月6日，蓋文·歐唐納被聘為導演兼編劇。11月，報道稱電影可能在黑亞當的個人電影上映之前引入這名超級反派。2018年6月，大衛·巴茨·卡茨和陶德·史塔什維克被聘為聯合編劇，與蓋文·歐唐納共同完成劇本。劇本終稿於2018年10月完成，華納認為該劇本與《猛禽小隊：小丑女大解放》過於相似，後續製作被擱置。蓋文·歐唐納轉而拍攝華納的另一部影片，由班·艾佛列克主演的《托蘭斯教練》。
2018年7月20日，華特迪士尼公司和漫威影業因詹姆斯·岡恩多年以前在推特上發表的不當言論，將他從《星際異攻隊3》的導演職位上解僱。8月，華納有意邀請岡恩執導DC擴展宇宙中的電影，並表示有多部影片項目供他選擇，包括《超人：鋼鐵英雄》續集。10月，岡恩完成與迪士尼的解約事宜之後，選擇加入《自殺突擊隊：集結》的製作團隊，他被華納聘為編劇並擔當導演。大衛·艾亞贊成華納的這一決定，表示任命岡恩為導演是華納「勇敢而聰明的舉動」，並稱他為「合適的人選」。
2019年1月，詹姆斯·岡恩與華納簽訂導演協議，影片被新命名為《自殺突擊隊：集結》（The Suicide Squad）。彼得·沙佛朗和查爾斯·羅文擔當影片監製。岡恩簽約之後的第二天，迪士尼決定繼續聘請他執導《星際異攻隊3》。

### 前期製作
2019年2月，威爾·史密斯因檔期衝突，不再出演本影片。3月6日，《好萊塢報道》稱伊卓瑞斯·艾巴將替代威爾·史密斯出演死亡射手，同時稱喬爾·金納曼將不再回歸出演瑞克·佛萊格。但是在4月，導演詹姆斯·岡恩和華納決定為伊卓瑞斯·艾巴開發一個新角色，這為此後威爾·史密斯的回歸繼續出演死亡射手提供了可能性。瑪格·羅比確認回歸繼續出演哈莉·奎茵。薇拉·戴維絲回歸出演阿曼達·華勒。傑·寇特尼在一個採訪中稱他將回歸繼續出演迴旋鏢隊長。喬爾·金納曼確定回歸繼續出演瑞克·佛萊格。傑瑞德·萊托仍未確定是否回歸出演小丑，詹姆斯·岡恩認為該角色在故事中沒有必要，因此傑瑞德·萊托並未參演。
3月16日，DC擴展宇宙監製彼得·沙佛朗在電影《沙贊！》宣傳會上表示，儘管瑪格·羅比會在《自殺突擊隊：集結》中繼續出演同一角色，但是這部影片不是2016年電影《自殺突擊隊》續集，而是全新的重啟。與此前大衛·艾亞來自於新52中相關漫畫的設想的不同，岡恩的劇本借鑒自1980年代約翰·奧斯特蘭德和金·耶爾創作的相關漫畫，劇本更像是漫畫的續集，而非直接改編。岡恩稱影片在劇情上不會與2016年電影《自殺突擊隊》產生衝突。岡恩決定在影片中關注一些未在《自殺突擊隊》中引入的角色，包括女性版本的捕鼠人、波爾卡圓點人、鯊魚王和和平使者等。岡恩曾考慮將運動大師、風箏人以及第八分隊的成員焊狗俠添加於影片之中，但是最終放棄。岡恩表示希望《星際異攻隊》系列中的毀滅者德克斯飾演者巴帝斯塔出演和平使者。巴帝斯塔因參演查克·史奈德執導的2021年電影《活屍大軍》導致檔期衝突，因此未出演該角色。3月26日，蓋伊·諾里斯被聘為副導演兼特技統籌。
4月，瑪格·羅比主演的電影《猛禽小隊：小丑女大解放》殺青之後，《自殺突擊隊：集結》正式進入製作階段。大衛·達斯馬齊連和丹妮拉·梅爾基奧加入劇組，分別出演波爾卡圓點人和捕鼠人。約翰·希南與華納進入商談階段，有望替代巴帝斯塔出演和平使者。7月，約翰·希南確認加入劇組，絲朵姆·瑞德參演影片。8月，弗璐拉·博格和奈森·菲利安確認出演未定角色。史蒂夫·阿吉將擔當鯊魚王的形態演員。塔伊加·維迪提與華納進入商談階段。9月，彼得·卡帕爾蒂加入劇組。彼得·戴維森與華納商談，將友情客串出演影片。9月14日，導演詹姆斯·岡恩在個人推特上公佈了共計24名的演員名單。主演還包括席維斯·史特龍，他為鯊魚王配音。
2019年10月，主演喬爾·金納曼透露電影會是一部喜劇片。2020年8月22日，彼得·沙佛朗在DC粉絲圓頂上稱影片可定性為1970年代的戰爭電影。導演詹姆斯·岡恩透露影片的創作靈感借鑒了1967年電影《決死突擊隊》和2002年電影《無法無天》，影片是超級英雄版本的《決死突擊隊》。由於影片中多處「鮮血噴濺」，被評定為限制級。岡恩稱無法判斷影片中的自殺突擊隊成員是正面角色還是反派角色，這與《星際異攻隊》存在很大不同，因為後者中的標題角色明顯是正面角色。

### 拍攝
影片原定於2018年底啟動製作，由於主演瑪格·羅比於2019年1月起開始拍攝《猛禽小隊：小丑女大解放》，《自殺突擊隊：集結》的拍攝計畫被延後。主體拍攝原計劃於2019年9月23日在喬治亞州亞特蘭大開機。劇組計劃在亞特蘭大完成為期三個月的拍攝之後，轉至巴拿馬繼續拍攝一個月。2019年9月20日，導演詹姆斯·岡恩在其個人Instagram上透露影片已開機拍攝。影片於2020年2月28日殺青。

### 後期製作
弗雷德·拉斯金和克里斯蒂安·瓦格納擔當剪輯師。2020年4月，岡恩表示正在居家完成後期剪輯，電影的後期製作和發行不會受到2019冠狀病毒病疫情的影響。

## 音樂
2020年5月，約翰·墨菲確定為影片作曲。《自殺突擊隊：集結》是詹姆斯·岡恩第一部沒有啟用泰勒·貝茲作曲的電影。由Grandson和傑西·雷耶斯演唱的歌曲於2021年6月22日發行。墨菲創作的原聲音樂於2021年7月8日發行。

### 原聲音樂
全碟皆由約翰·墨菲作曲。
| 《自殺突擊隊：集結》原聲音樂 | 《自殺突擊隊：集結》原聲音樂 | 《自殺突擊隊：集結》原聲音樂 |
| 曲序                         | 曲目                         | 时长                         |
| ---------------------------- | ---------------------------- | ---------------------------- |
| 1.                           |                              | 1:49                         |
| 2.                           |                              | 1:12                         |
| 3.                           |                              | 2:13                         |
| 4.                           |                              | 2:19                         |
| 5.                           |                              | 0:58                         |
| 6.                           |                              | 1:46                         |
| 7.                           |                              | 2:03                         |
| 8.                           |                              | 2:48                         |
| 9.                           |                              | 2:26                         |
| 10.                          |                              | 3:09                         |
| 11.                          |                              | 1:31                         |
| 12.                          |                              | 1:37                         |
| 13.                          |                              | 2:23                         |
| 14.                          |                              | 1:41                         |
| 15.                          |                              | 2:16                         |
| 16.                          |                              | 2:57                         |
| 17.                          |                              | 3:55                         |
| 18.                          |                              | 1:47                         |
| 19.                          |                              | 1:17                         |
| 20.                          |                              | 1:32                         |
| 21.                          |                              | 3:30                         |
| 22.                          |                              | 3:28                         |
| 23.                          |                              | 2:10                         |
| 总时长：                     | 总时长：                     | 50:47                        |

### 原聲歌曲
| 《自殺突擊隊：集結》原聲歌曲 | 《自殺突擊隊：集結》原聲歌曲 | 《自殺突擊隊：集結》原聲歌曲                | 《自殺突擊隊：集結》原聲歌曲 |
| 曲序                         | 曲目                         | 演唱者                                      | 时长                         |
| ---------------------------- | ---------------------------- | ------------------------------------------- | ---------------------------- |
| 1.                           |                              | 強尼·凱許                                   | 2:43                         |
| 2.                           |                              | 壓軸樂團                                    | 3:28                         |
| 3.                           |                              | 賽兒                                        | 3:07                         |
| 4.                           |                              | 弗雷泰利斯樂團                              | 3:35                         |
| 5.                           |                              | 堪薩斯合唱團                                | 3:10                         |
| 6.                           |                              | 傑西·雷耶斯                                 | 3:29                         |
| 7.                           |                              | K·弗利                                      | 4:12                         |
| 8.                           |                              | 德里克·巴博薩、格洛里亞·格魯夫＆卡羅爾·康卡 | 4:05                         |
| 9.                           |                              | Grandson＆傑西·雷耶斯                       | 3:56                         |
| 10.                          |                              | 路易斯·普利瑪                               | 4:43                         |
| 11.                          |                              | 小妖精樂隊                                  | 3:31                         |
| 12.                          |                              | Culture Abuse                               | 2:03                         |
| 13.                          |                              | Grandson                                    | 3:35                         |
| 总时长：                     | 总时长：                     | 总时长：                                    | 45:37                        |

## 市場營銷
2020年8月22日，導演詹姆斯·岡恩在DC粉絲圓頂發布電影的幕後花絮。12月6日，岡恩和部分主演參加線上動漫遊戲展覽會，並釋出新的宣傳物料。2021年3月26日，華納釋出首支預告片。《影音俱樂部》的亞歷克斯·麥克列維（Alex McLevy）稱讚其中的笑話和動作設計，認為該預告片完美展現漫畫中自殺突擊隊的「奇特樂趣」。《好萊塢新聞前線》的安東尼·達亞歷山德羅（Anthony D'Alessandro）認為預告片擁有導演詹姆斯·岡恩此前製作的《星際異攻隊》系列電影中的典型特色，並認為史提利·丹的復古單曲與預告片完美契合，的傑伊·彼得斯（Jay Peters）同樣從預告片中看到類似於《星際異攻隊》系列電影的元素。達亞歷山德羅和彼得斯均認為影片比《查克·史奈德之正義聯盟》更為幽默明快。亞歷克斯·麥克列維、的珍妮弗·比塞特（Jennifer Bisset）和西恩·基恩（Sean Keane）以及的西恩·奧康奈爾（Sean O'Connell）均稱讚其中出現「鯊魚王」納納塞的限制級鏡頭。2021年6月22日，華納釋出新的預告片。

## 發行
《自殺突擊隊：集結》由華納兄弟發行，於2021年7月28日在法國戲院上映，於2021年7月30日在英國戲院上映，於2021年8月5日在美國戲院上映，包括RealD 3D、杜比影院和IMAX 3D版本，同期於串流媒體平台HBO Max播出一個月。《自殺突擊隊：集結》於2021年8月5日在台灣上映。《自殺突擊隊：集結》原定於2021年8月5日在澳門上映，為配合澳門特區政府防疫措施，澳門上映日期推遲至2021年8月18日。

## 迴響

### 票房
2021年7月，在《自殺突擊隊：集結》上映之前，稱影片的北美首週末開畫票房預計落在3500萬至6000萬美元之間。
| 上一届： 《叢林奇航》     | 2021年美國週末票房冠軍 第32週 | 下一届： 《脫稿玩家》   |
| 上一届： 《叢林奇航》     | 2021年台北週末票房冠軍 第32週 | 下一届： 《玩命關頭9》  |
| 上一届： 《幻險森林奇航》 | 2021年香港一週票房冠軍 第31週 | 下一届： 《爆機自由仁》 |

### 評價
《自殺突擊隊：集結》收到多數影評人的好評。根据評論匯總网站爛番茄汇总的382篇评论文章，90%的评论家给予该作正面评价，平均打分为7.5分（满分10分）。该网站总结的评论家共识是“y”。」；在網際網路電影資料庫的平均分數是7.2/10；《自殺突擊隊：集結》在Metacritic網站上得到「普遍讚譽」，獲得了72/100分（55位影評人）。根據美國電影市場調查機構影院評分的調查，受訪觀眾給予《自殺突擊隊：集結》的平均成績於A+至F之間落於「B+」。

### 獎項
| 獎項     | 日期          | 類別                     | 入圍者 | 結果 | 來源    |
| -------- | ------------- | ------------------------ | ------ | ---- | ------- |
| 金預告獎 | 2021年7月22日 | 2021年夏季最佳大片預告片 |        | 提名 | [ 144 ] |
| 金預告獎 | 2021年7月22日 | 2021年夏季最佳大片預告片 |        | 提名 | [ 144 ] |

## 衍生影集

### 《和平使者》
2020年9月23日，導演詹姆斯·岡恩宣佈將以「和平使者」克里斯多福·史密斯為主角開發一部衍生影集。詹姆斯·岡恩與彼得·沙佛朗擔任監製，約翰·希南繼續出演影集的標題角色「和平使者」克里斯多福·史密斯。史蒂夫·阿吉和珍妮佛·霍蘭德回歸繼續出演本片中的角色約翰·伊克諾莫斯和艾米莉亞·哈考特。主要還包括丹妮尔·布鲁克斯、羅伯特·帕特里克和克里斯·康拉德。影集的主體拍攝於2021年1月11日在加拿大溫哥華開機，2021年7月11日殺青。《和平使者》計劃於2022年1月在HBO Max首播。

### 其他
2021年1月，詹姆斯·岡恩表示除《和平使者》之外，他還有繼續創作《自殺突擊隊：集結》的衍生影集的設想。2021年7月，岡恩稱已有關於續集電影的劇情構思，故事將有不同的發展方向，而不是僅僅局限於組建新的自殺突擊隊。2021年8月，DC影業總裁華特·濱田證實岡恩將回歸製作更多的DC影視作品。

## 資料來源
1. ↑  Gunn, James [@JamesGunn].  (推文). 2021-06-16  [2021-06-17]. （原始内容存档于2021-06-17） –Twitter （美国英语）.
2. ↑  Rubin, Rebecca. . Variety. 2021-08-04  [2021-08-04]. （原始内容存档于2021-08-06） （美国英语）.
3. ↑  The Suicide Squad (2021) at The Numbers. Nash Information Services, LLC. Retrieved 2021-08-15.
4. ↑  . Box Office Mojo.   [2021-08-15]. （原始内容存档于2021-08-09） （美国英语）.
5. ↑  Ankers, Adele. . IGN. 2021-01-29  [2021-01-31]. （原始内容存档于2021-01-30） （美国英语）.
6. 1 2  Dockterman, Eliana. . 時代雜誌. 2021-08-06  [2021-08-06]. （原始内容存档于2021-08-06） （美国英语）.
7. 1 2 3 4 5 6 7 8 9  Vary, Adam B. . Variety. 2020-08-22  [2020-08-24]. （原始内容存档于2020-08-22） （美国英语）.
8. ↑  Cronin, Brian. . CBR. 2020-08-22  [2020-08-24]. （原始内容存档于2021-01-26） （美国英语）.
9. 1 2 3 4 5  Joker. . 玩具人. 2020-08-23  [2020-08-24]. （原始内容存档于2021-01-19） （中文（臺灣））.
10. ↑  Sharma, Dishya. . PINKVILLA. 2020-08-23  [2020-08-23]. （原始内容存档于2020-08-23） （美国英语）.
11. 1 2 3 4  Kit, Borys. . The Hollywood Reporter. 2019-07-10  [2019-07-12]. （原始内容存档于2019-07-11） （美国英语）.
12. 1 2  Hough, Q.V. . Screen Rant. 2019-05-29  [2019-07-23]. （原始内容存档于2019-07-23） （美国英语）.
13. 1 2  Hughes, Mark. . Forbes. 2019-02-13  [2019-02-28]. （原始内容存档于2019-02-28） （美国英语）.
14. 1 2  Haring, Bruce. . Deadline Hollywood. 2020-11-14  [2020-11-14]. （原始内容存档于2020-11-14） （美国英语）.
15. 1 2 3 4  Peters, Jay. . The Verge. 2021-03-26  [2021-03-27]. （原始内容存档于2021-03-27） （美国英语）.
16. 1 2  Pountain, David. . We Got This Covered. 2019-02-28  [2019-02-28]. （原始内容存档于2019-03-06） （美国英语）.
17. ↑  Gunn, James [@JamesGunn].  (推文). 2021-04-03  [2021-04-08]. （原始内容存档于2021-04-03） –Twitter （美国英语）.
18. 1 2 3  Couch, Aaron; Kit, Borys. . The Hollywood Reporter. 2019-04-29  [2019-04-29]. （原始内容存档于2019-04-30） （美国英语）.
19. 1 2  Kurp, Josh. . Uproxx. 2021-07-16  [2021-07-17]. （原始内容存档于2021-07-17） （美国英语）.
20. ↑  Edwards, Richard. . Total Film. 2021-07-01  [2021-07-02]. （原始内容存档于2021-07-01） （美国英语）.
21. ↑  Gunn, James [@JamesGunn].  (推文). 2021-07-04  [2021-07-04]. （原始内容存档于2021-07-05） –Twitter （美国英语）.
22. 1 2 3  Mancuso, Vinnie. . Collider. 2019-04-30  [2019-05-03]. （原始内容存档于2019-05-01） （美国英语）.
23. ↑  Hickson, Colin. . Comic Book Resources. 2020-10-29  [2020-12-04]. （原始内容存档于2020-11-01） （美国英语）.
24. 1 2  Schedeen, Jesse. . IGN. 2021-06-25  [2021-06-27]. （原始内容存档于2021-06-27） （美国英语）.
25. ↑  Mithaiwala, Mansoor. . Screen Rant. 2021-08-05  [2021-08-07]. （原始内容存档于2021-08-07） （美国英语）.
26. 1 2  Guerrasio, Jason. . businessinsider. 2019-03-30  [2019-04-01]. （原始内容存档于2019-03-31） （美国英语）.
27. 1 2 3  D'Alessandro, Anthony. . Deadline Hollywood. 2019-09-03  [2019-09-03]. （原始内容存档于2019-09-03） （美国英语）.
28. 1 2  Gunn, James [@JamesGunn].  (推文). 2021-07-12  [2021-07-12]. （原始内容存档于2021-07-13） –Twitter （美国英语）.
29. ↑  Gillespie, Daniel. . Screen Rant. 2021-04-07  [2021-04-07]. （原始内容存档于2021-04-07） （美国英语）.
30. ↑  Gunn, James [@JamesGunn].  (推文). 2021-07-12  [2021-07-12]. （原始内容存档于2021-07-13） –Twitter （美国英语）.
31. 1 2  D'Alessandro, Anthony. . Deadline Hollywood. 2019-08-25  [2019-08-25]. （原始内容存档于2019-08-25） （美国英语）.
32. ↑  Parker, Ryan. . The Hollywood Reporter. 2021-04-01  [2021-04-07]. （原始内容存档于2021-04-01） （美国英语）.
33. 1 2 3 4 5  Whitbrook, James. . io9. 2019-09-13  [2019-09-13]. （原始内容存档于2019-09-14） （美国英语）.
34. ↑  Schaeffer, Sandy. . Comic Book Resources. 2021-04-02  [2021-04-07]. （原始内容存档于2021-04-02） （美国英语）.
35. ↑  Dick, Jeremy. . MovieWeb. 2021-07-15  [2021-07-15]. （原始内容存档于2021-07-16） （美国英语）.
36. 1 2  D'Alessandro, Anthony. . Deadline Hollywood. 2019-08-19  [2019-08-19]. （原始内容存档于2019-08-19） （美国英语）.
37. ↑  Brooks, Nicholas. . Comic Book Resources. 2021-04-01  [2021-07-17]. （原始内容存档于2021-04-01） （美国英语）.
38. ↑  @jamesgunn.  (推文). 2020-08-22 –Twitter （美国英语）.
39. ↑  Gunn, James [@JamesGunn].  (推文). 2021-03-26  [2021-03-26]. （原始内容存档于2021-03-27） –Twitter （美国英语）.
40. ↑  Fashingbauer Cooper, Gael. . CNet. 2020-08-23  [2020-08-24]. （原始内容存档于2020-08-24） （美国英语）.
41. ↑  Acuna, Kirsten. . Insider. 2020-08-24  [2020-08-24]. （原始内容存档于2020-08-24） （美国英语）.
42. ↑  D'Alessandro, Anthony. . Deadline Hollywood. 2020-11-11  [2020-11-11]. （原始内容存档于2020-11-11） （美国英语）.
43. 1 2  Collis, Clark. . Entertainment Weekly. 2021-07-12  [2021-07-18]. （原始内容存档于2021-07-12） （美国英语）.
44. 1 2 3  Anderton, Ethan. . /Film. 2020-08-22  [2020-08-24]. （原始内容存档于2020-08-24） （美国英语）.
45. ↑  Gunn, James [@JamesGunn].  (推文). 2020-10-29  [2020-10-29]. （原始内容存档于2020-10-30） –Twitter （美国英语）.
46. ↑  Blackehart, Stephen [@blackehart]. . 2021-05-24  [2021-06-27] –Instagram （美国英语）.
47. ↑  Balkovich, Robert. . Looper.com. 2021-03-26  [2021-06-27]. （原始内容存档于2021-03-27） （美国英语）.
48. ↑  Gallagher, Simon. . Screen Rant. 2021-08-05  [2021-08-06]. （原始内容存档于2021-08-06） （美国英语）.
49. ↑  Vito Oddo, Marco. . Collider. 2021-08-07  [2021-08-16]. （原始内容存档于2021-08-12） （美国英语）.
50. ↑  Syed Fahadullah Hussaini. . Screen Rant. 2021-08-11  [2021-08-16]. （原始内容存档于2021-08-11） （美国英语）.
51. ↑  Holmes, Adam. . Cinemablend. 2021-08-08  [2021-08-16]. （原始内容存档于2021-08-11） （美国英语）.
52. ↑  Snider, Jeff. . TheWrap. 2016-03-02  [2016-03-03]. （原始内容存档于2016-03-05） （美国英语）.
53. ↑  Kroll, Justin. . Variety. 2016-03-02  [2016-03-05]. （原始内容存档于2016-09-29） （美国英语）.
54. ↑  Bell, Crystal. . MTV. 2016-04-14  [2017-07-12]. （原始内容存档于2016-07-23） （美国英语）.
55. ↑  Siegal, Lucas. . ComicBook.com. 2016-07-31  [2017-07-12]. （原始内容存档于2016-12-09） （美国英语）.
56. ↑  Kit, Borys. . The Hollywood Reporter. 2016-12-13  [2017-07-12]. （原始内容存档于2017-07-13） （美国英语）.
57. ↑  Kit, Borys. . The Hollywood Reporter. 2017-02-15  [2017-07-12]. （原始内容存档于2017-02-16） （美国英语）.
58. 1 2  Kit, Borys. . The Hollywood Reporter. 2017-07-11  [2017-09-07]. （原始内容存档于2017-07-13） （美国英语）.
59. ↑  Kroll, Justin. . Variety. 2017-09-15  [2019-09-22]. （原始内容存档于2020-08-09） （美国英语）.
60. ↑  Kit, Borys. . The Hollywood Reporter. 2017-03-15  [2017-09-07]. （原始内容存档于2017-05-09） （美国英语）.
61. ↑  Goldberg, Matt. . Collider. 2017-03-17  [2019-09-22]. （原始内容存档于2020-11-11） （美国英语）.
62. ↑  Jr, Mike Fleming. . Deadline Hollywood. 2017-07-11  [2017-07-12]. （原始内容存档于2017-07-12） （美国英语）.
63. ↑  Deckelmeir, Joe. . ScreenRant. 2018-03-13  [2019-09-22]. （原始内容存档于2018-03-19） （美国英语）.
64. ↑  Jr, Mike Fleming. . Deadline Hollywood. 2017-07-31  [2017-07-31]. （原始内容存档于2017-07-31） （美国英语）.
65. ↑  Truitt, Brian. . USA TODAY. 2017-07-22  [2017-09-07]. （原始内容存档于2017-08-18） （美国英语）.
66. ↑  Fleming Jr, Mike. . Deadline Hollywood. 2017-08-22  [2017-08-23]. （原始内容存档于2017-08-23） （美国英语）.
67. ↑  Kroll, Justin. . Twitter. 2017-08-29  [2017-08-30]. （原始内容存档于2017-08-29） （美国英语）.
68. ↑  Jr, Mike Fleming. . Deadline Hollywood. 2017-09-06  [2017-09-07]. （原始内容存档于2017-09-10） （美国英语）.
69. ↑  Kroll, Justin. . Variety. 2017-09-06  [2017-09-07]. （原始内容存档于2017-09-07） （美国英语）.
70. ↑  Gonzalez, Umberto. . TheWrap. 2017-11-07  [2018-04-15]. （原始内容存档于2018-04-14） （美国英语）.
71. ↑  Kit, Borys; Couch, Aaron. . The Hollywood Reporter. 2018-06-08  [2018-06-08]. （原始内容存档于2018-06-10） （美国英语）.
72. ↑  . 2018-09-15  [2018-10-04]. （原始内容存档于2018-09-20） （美国英语）.
73. ↑  Sandy Schaefer. . Screen Rant. 2017-12-11  [2017-12-16]. （原始内容存档于2017-12-18） （美国英语）.
74. ↑  Marc, Christopher. . OmegaUnderground. TheGWW. 2018-08-18  [2018-08-20]. （原始内容存档于2018-08-19） （美国英语）.
75. ↑  .   [2018-12-03]. （原始内容存档于2018-11-21） （美国英语）.
76. ↑  Kit, Borys; Couch, Aaron. . 好萊塢報道. 2018-07-20  [2018-07-20]. （原始内容存档于2018-07-20） （美国英语）.
77. ↑  Fleming Jr., Mike. . Deadline Hollywood. 2018-07-20  [2018-07-20]. （原始内容存档于2018-07-20） （美国英语）.
78. ↑  Kit, Borys. . The Hollywood Reporter. 2018-08-08  [2018-08-10]. （原始内容存档于2018-08-09） （美国英语）.
79. ↑  Kaye, Don. . Syfy Wire. 2019-02-04  [2019-02-28]. （原始内容存档于2019-02-28） （美国英语）.
80. ↑  Gonzalez, Umberto; Verhoeven, Beatrice. . TheWrap. 2018-10-09  [2018-10-09]. （原始内容存档于2018-10-09） （美国英语）.
81. ↑  Fleming Jr., Mike. . Deadline Hollywood. 2018-10-09  [2018-10-09]. （原始内容存档于2018-10-09） （美国英语）.
82. ↑  Butler, Mary Anne. . Bleeding Cool. 2018-10-09  [2018-10-09]. （原始内容存档于2019-09-27） （美国英语）.
83. ↑  Mancuso, Vinnie. . collider. 2019-03-16  [2019-03-18]. （原始内容存档于2019-03-17） （美国英语）.
84. ↑  D'Alessandro, Anthony. . Deadline Hollywood. 2019-01-30  [2019-01-30]. （原始内容存档于2019-01-31） （美国英语）.
85. ↑  Travis, Ben. . Empire Online. 2020-10-29  [2020-10-29]. （原始内容存档于2020-10-29） （美国英语）.
86. ↑  D'Alessandro, Anthony. . Deadline Hollywood. 2019-02-27  [2019-02-27]. （原始内容存档于2019-02-28） （美国英语）.
87. ↑  Kroll, Justin. . Variety. 2019-02-27  [2019-02-27]. （原始内容存档于2019-02-28） （美国英语）.
88. ↑  Pountain, David. . The Hollywood Reporter. 2019-03-06  [2019-03-06]. （原始内容存档于2019-03-07） （美国英语）.
89. ↑  Kroll, Justin. . Variety. 2019-04-05  [2019-04-06]. （原始内容存档于2019-04-06） （美国英语）.
90. ↑  Armitage, Hugh; Chapman, Matt; Ashurst, Sam. . Digital Spy. 2019-09-12  [2019-09-23]. （原始内容存档于2019-11-19） （美国英语）.
91. ↑  Carbone, Gina. . CinemaBlend. 2019-09-14  [2019-09-23]. （原始内容存档于2019-09-17） （美国英语）.
92. ↑  @jamesgunn.  (推文). 2020-08-30  [2020-09-06]. （原始内容存档于2020-08-30） –Twitter （美国英语）.
93. ↑  Shirey, Paul. . JoBlo. 2019-03-16  [2019-03-16]. （原始内容存档于2019-03-20） （美国英语）.
94. ↑  Stone, Sam. . Comic Book Resources. 2019-03-09  [2019-05-03]. （原始内容存档于2019-05-03） （美国英语）.
95. 1 2  Travis, Ben. . Empire. 2020-10-26  [2020-12-04]. （原始内容存档于2020-10-26） （美国英语）.
96. 1 2  Sneider, Jeff. . Collider. 2019-03-07  [2019-05-03]. （原始内容存档于2019-05-05） （美国英语）.
97. ↑  Anderson, Jenna. . Comicbook.com. 2020-09-09  [2020-09-12]. （原始内容存档于2020-09-11） （美国英语）.
98. ↑  @jamesgunn.  (推文). 2020-08-30  [2020-09-01]. （原始内容存档于2020-08-30） –Twitter （美国英语）.
99. ↑  @jamesgunn.  (推文). 2020-08-30  [2020-09-06]. （原始内容存档于2020-08-30） –Twitter （美国英语）.
100. 1 2  Stevens, Colin. . IGN. 2019-04-17  [2019-05-03]. （原始内容存档于2019-05-02） （美国英语）.
101. ↑  Hibberd, James. . The Hollywood Reporter. 2021-01-06  [2021-01-16]. （原始内容存档于2021-01-06） （美国英语）.
102. ↑  DiscussingFilm. . Twitter. 2019-04-01  [2019-03-26]. （原始内容存档于2019-04-25） （美国英语）.
103. ↑  Harp, Justin. . Digital Spy. 2019-04-06  [2019-05-03]. （原始内容存档于2019-05-03） （美国英语）.
104. ↑  Galuppo, Mia. . The Hollywood Reporter. 2019-04-17  [2019-04-18]. （原始内容存档于2019-04-18） （美国英语）.
105. ↑  D'Alessandro, Anthony. . Deadline Hollywood. 2019-08-24  [2019-08-24]. （原始内容存档于2019-08-24） （美国英语）.
106. ↑  D'Alessandro, Anthony. . Deadline Hollywood. 2019-08-27  [2019-08-27]. （原始内容存档于2019-08-27） （美国英语）.
107. ↑  McNary, Dave. . variety. 2019-09-03  [2019-09-03]. （原始内容存档于2019-09-03） （美国英语）.
108. ↑  Malkin, Marc. . Variety. 2019-10-24  [2019-10-29]. （原始内容存档于2019-10-25） （美国英语）.
109. ↑  Beasley, Tom. . Yahoo! Movies UK. 2020-08-22  [2020-08-24]. （原始内容存档于2020-08-22） （美国英语）.
110. ↑  Jirak, Jamie. . Comicbook.com. 2020-08-28  [2020-08-29]. （原始内容存档于2020-08-29） （美国英语）.
111. ↑  Bonomolo, Cameron. . Comicbook.com. 2020-12-06  [2020-12-07]. （原始内容存档于2020-12-07） （美国英语）.
112. ↑  Peris, Sebastian. . HeroicHollywood. 2018-04-17  [2018-06-26] （美国英语）.[永久]
113. ↑  D'Alessandro, Anthony; D'Alessandro, Anthony. . Deadline Hollywood. 2019-02-28  [2019-04-17]. （原始内容存档于2019-03-26） （美国英语）.
114. ↑  Davis, Brandon. . ComicBook.com. 2019-09-13  [2019-09-14]. （原始内容存档于2019-09-14） （美国英语）.
115. ↑  Schmidt, J.K. . ComicBook.com. 2019-09-20  [2019-09-21]. （原始内容存档于2019-09-21） （美国英语）.
116. ↑  Collis, Clark. . Entertainment Weekly. 2020-02-28  [2020-02-28]. （原始内容存档于2020-02-29） （美国英语）.
117. ↑  Fisher, Jacob. . DiscussingFilm. 2019-09-15  [2020-11-26]. （原始内容存档于2019-09-16） （美国英语）.
118. ↑  Moreau, Jordan. . Variety. 2020-04-12  [2020-04-12]. （原始内容存档于2020-04-12） （美国英语）.
119. 1 2  Pearson, Ben. . /Film. 2020-05-07  [2020-05-08]. （原始内容存档于2020-05-08） （美国英语）.
120. ↑  . Film Music Reporter. 2020-05-07  [2021-01-17]. （原始内容存档于2020-05-08） （美国英语）.
121. ↑  Carter, Josh. . Alternative Press. 2021-06-22  [2021-06-27]. （原始内容存档于2021-06-22） （美国英语）.
122. ↑  Malhotra, Rahul. . Collider. 2021-07-09  [2021-07-11]. （原始内容存档于2021-07-09） （美国英语）.
123. ↑  . Film Music Reporter. 2021-08-07  [2021-08-08]. （原始内容存档于2021-08-06） （美国英语）.
124. ↑  . Film Music Reporter. 2021-08-07  [2021-08-08]. （原始内容存档于2021-08-06） （美国英语）.
125. ↑  Elderkin, Beth. . Gizmodo. 2020-08-22  [2020-09-24]. （原始内容存档于2020-08-24） （美国英语）.
126. ↑  Davis, Brandon. . Comicbook.com. 2020-11-26  [2020-12-04]. （原始内容存档于2020-11-26） （美国英语）.
127. ↑  Ku, Daniel. . Vogue. 2021-03-27  [2021-03-27]. （原始内容存档于2021-08-06） （中文（臺灣））.
128. 1 2  McLevy, Alex. . The A.V. Club. 2021-03-27  [2021-03-27]. （原始内容存档于2021-03-27） （美国英语）.
129. 1 2  D'Alessandro, Anthony; D'Alessandro, Anthony. . Deadline Hollywood. 2021-03-26  [2021-03-27]. （原始内容存档于2021-03-27） （美国英语）.
130. ↑  Bisset, Jennifer; Keane, Sean. . CNET. 2021-03-26  [2021-03-27]. （原始内容存档于2021-03-27） （美国英语）.
131. ↑  O'Connell, Sean. . CinemaBlend. 2021-03-26  [2021-03-27]. （原始内容存档于2021-03-27） （美国英语）.
132. ↑  Ferme, Antonio. . Variety. 2021-06-22  [2021-06-22]. （原始内容存档于2021-06-22） （美国英语）.
133. ↑  Aekonimi. . IGN. 2021-08-04  [2021-08-08]. （原始内容存档于2021-08-06） （法语）.
134. ↑  Alexander, Susannah. . Digital Spy. 2021-05-11  [2021-05-15]. （原始内容存档于2021-05-11） （美国英语）.
135. ↑  D'Alessandro, Anthony. . Deadline Hollywood. 2019-01-30  [2019-01-30]. （原始内容存档于2019-01-31） （美国英语）.
136. ↑  Rubin, Rebecca; Donnelly, Matt. . Variety. 2020-12-03  [2020-12-04]. （原始内容存档于2020-12-04） （美国英语）.
137. ↑  陳建嘉; 黃保慧. . 聯合報. 2021-07-08  [2021-07-09]. （原始内容存档于2021-07-08） （中文（臺灣））.
138. ↑  Galaxy Cinema 銀河影院在2021年08月04日的動態
139. ↑  Galaxy Cinema 銀河影院在2021年08月17日的動態
140. ↑  Robbins, Shawn. . Boxoffice Pro. 2021-07-23  [2021-07-24]. （原始内容存档于2021-07-29） （美国英语）.
141. ↑  . Rotten Tomatoes. Fandango Media.   [2021-08-12] （美国英语）.
142. ↑  . Metacritic. Red Ventures.   [2021-08-07] （美国英语）.
143. ↑  D'Alessandro, Anthony. . Deadline Hollywood. 2021-08-07  [2021-08-07]. （原始内容存档于2021-08-06） （美国英语）.
144. ↑  Crist, Allison. . The Hollywood Reporter. 2021-07-06  [2021-07-09]. （原始内容存档于2021-07-06） （美国英语）.
145. ↑  Gunn, James [@JamesGunn].  (推文). 2020-09-23  [2020-11-11]. （原始内容存档于2020-09-24） –Twitter （美国英语）.
146. 1 2  White, Peter. . Deadline Hollywood. 2020-09-23  [2020-09-23]. （原始内容存档于2020-09-23） （美国英语）.
147. ↑  @jamesgunn.  (推文). 2020-09-23  [2020-09-23]. （原始内容存档于2020-09-23） –Twitter （美国英语）.
148. ↑  D'Alessandro, Anthony. . Deadline Hollywood. 2020-10-29  [2020-10-29]. （原始内容存档于2020-10-30） （美国英语）.
149. 1 2  D'Alessandro, Anthony. . Deadline Hollywood. 2020-11-11  [2020-11-11]. （原始内容存档于2020-11-11） （美国英语）.
150. ↑  D'Alessandro, Anthony. . Deadline Hollywood. 2020-11-11  [2020-11-11]. （原始内容存档于2020-11-11） （美国英语）.
151. ↑  Drum, Nicole. . Comicbook.com. 2020-11-08  [2020-11-08]. （原始内容存档于2020-11-09） （美国英语）.
152. ↑  Gunn, James [@JamesGunn].  (推文). 2021-07-12  [2021-07-13]. （原始内容存档于2021-07-13） –Twitter （美国英语）.
153. ↑  Goldberg, Lesley. . The Hollywood Reporter. 2021-02-10  [2021-02-12]. （原始内容存档于2021-02-11） （美国英语）.
154. ↑  Perine, Aaron. . Comicbook.com. 2021-01-31  [2021-02-07]. （原始内容存档于2021-01-31） （美国英语）.
155. ↑  . IGN. 2021-08-05  [2021-08-05]. （原始内容存档于2021-08-06） （美国英语）.

## 外部鏈接
- 官方网站
- 互联网电影数据库（IMDb）上《自殺突擊隊：集結》的资料（英文）
- Metacritic上《自殺突擊隊：集結》的資料（英文）
- Box Office Mojo上《自殺突擊隊：集結》的資料（英文）
- 爛番茄上《自殺突擊隊：集結》的資料（英文）
- AllMovie上《自殺突擊隊：集結》的资料（英文）
- 開眼電影網上《自殺突擊隊：集結》的資料（繁體中文）
- 豆瓣电影上《自殺突擊隊：集結》的資料 （简体中文）
- 时光网上《自殺突擊隊：集結》的資料（简体中文）